# Thomas Melle
Thomas Melle, né le 17 mars 1975 à Bonn, est un écrivain allemand, auteur de romans et de pièces de théâtre, et traducteur.

## Biographie
Thomas Melle a grandi à Bonn. Il suit des études de littérature comparée et de philosophie à l' université de Tübingen, à l'Université du Texas à Austin et à l'Université libre de Berlin ; il obtient son diplôme de master en 2004. Depuis 1997, il vit à Berlin. Il se consacre à la littérature.
Ses trois romans : Sickster en 2011, 3000 Euros en 2014 et Die Welt im Rücken en 2016, figurent sur la liste du Prix du livre allemand (Deutscher Buchpreis). Dans Die Welt im Rücken, Thomas Melle aborde le trouble bipolaire dont il souffre.
En octobre 2018, sa pièce de théâtre Unheimliches Tal / Uncanny Valley, créée en collaboration avec Stefan Kaegi du groupe de théâtre Rimini Protokoll à Munich, a pour seul acteur un robot humanoïde inspiré de l'aspect physique de l'auteur, qui réfléchit à des questions existentielles d'identité et de représentation.

## Œuvre

### Romans et nouvelles
- Raumforderung, nouvelles, Francfort, Suhrkamp, 2007  (ISBN 978-3-518-41879-6).
- Sickster, roman, Berlin, Rowohlt, 2011  (ISBN 978-3-87134-719-1).
- 3000 Euro, roman, Berlin, Rowohlt, 2014  (ISBN 978-3-87134-777-1) ; traduction en français : 3000 € par Mathilde Sobottke, Paris, Métailié, 2017  (ISBN 979-10-226-0630-1)[4].
- Die Welt im Rücken, roman, Berlin, Rowohlt, 2016  (ISBN 978-3-87134-170-0).

### Théâtre
- avec Martin Heckmanns : Vier Millionen Türen ; première représentation : 1er octobre 2004, Berlin, Deutsches Theater.
- Haus zur Sonne ; première représentation : 26 janvier 2006, Erlangen.
- Licht frei Haus ; première représentation : 24 juin 2007, Karlsruhe, Badisches Staatstheater .
- Schmutzige Schöpfung - Making of Frankenstein ; première représentation : 16 octobre 2008, Iéna.
- Eine Billion Dollar, d'après de roman d'Andreas Eschbach ; première représentation : 25 septembre 2009, Wuppertal.
- Das Herz ist ein lausiger Stricher ; première représentation : 25 février 2010, Iéna.
- Aus euren Blicken bau ich mir ein Haus ; première représentation : 22 mars 2013, Wuppertal.
- Nicht nichts ; première représentation : 6 juin 2014, Tübingen.
- Königsdramen I & II (Träume und Trümmer), traduction d'après William Shakespeare ; première représentation : 3 octobre 2014, Bonn.
- Bilder von uns ; première représentation : 21 janvier 2016, Bonn.
- Partner ; première représentation : 9 mars 2016, Aix-la-Chapelle.
- Ännie ; première représentation : 24 novembre 2016, Brême.
- Versetzung ; première représentation : 17 novembre 2017, Berlin, Deutsches Theater.
- Der letzte Bürger. ; première représentation : 25 janvier 2018, Bonn.
- avec Stefan Kaegi (Rimini Protokoll) : Unheimliches Tal / Uncanny Valley ; première représentation : 4 octobre 2018, Munich.

### Traductions
Thomas Melle a traduit des romans écrits en langue anglaise de William T. Vollmann, Ben Marcus, Tom Bullough, Christopher Isherwood, Rajeev Balasubramanyam et Tom McCarthy.

## Distinctions
En 2011, il reçoit le prix Franz-Hessel (prix franco-allemand de littérature contemporaine) pour Sickster, partagé avec Céline Minard pour So long, Luise.